# Delincuencia transnacional
Los crímenes transnacionales son crímenes que tienen un efecto real o potencial a través de las fronteras nacionales y crímenes que son intraestatales pero ofenden los valores fundamentales de la comunidad internacional. El término se usa comúnmente en las comunidades académicas y de aplicación de la ley. La delincuencia organizada transnacional se refiere específicamente a la delincuencia transnacional cometida por organizaciones delictivas.
La palabra transnacional describe delitos que no sólo son internacionales (es decir, delitos que cruzan fronteras entre países), sino delitos que por su naturaleza implican la transferencia transfronteriza como parte esencial de la actividad delictiva. Los delitos transnacionales también incluyen delitos que tienen lugar en un país, pero sus consecuencias afectan significativamente a otro país y los países de tránsito también pueden verse implicados. Entre los ejemplos de delitos transnacionales cabe citar la trata de personas, el tráfico ilegal de personas, el contrabando y el tráfico de mercancías (tales como el tráfico de armas y el tráfico de drogas y de productos animales y vegetales ilegales y otros bienes prohibidos por motivos medioambientales), la esclavitud sexual, los delitos de terrorismo, la tortura y el apartheid.
Los delitos transnacionales también pueden ser delitos de derecho internacional consuetudinario o delitos internacionales cuando se cometen en determinadas circunstancias. Por ejemplo, en determinadas situaciones pueden constituir crímenes de lesa humanidad.

## En estados fallidos
La comunidad internacional se enfrenta a un creciente nivel de delincuencia transnacional en el que la conducta delictiva en un país tiene un impacto en otros. El tráfico de drogas, la trata de seres humanos, los delitos informáticos, el terrorismo y muchos otros delitos pueden involucrar a actores que operan fuera de las fronteras de un país que podrían tener un interés significativo en frenar la actividad en cuestión y enjuiciar al autor. Los crímenes transnacionales contemporáneos aprovechan la globalización, el libre comercio y la explosión de nuevas tecnologías para perpetrar diversos delitos y desplazar dinero, bienes, servicios y personas instantáneamente con el propósito de cometer actos de violencia con fines políticos.
Además, los problemas de los Estados debilitados y la delincuencia transnacional crean una confluencia nefasta que constituye un desafío único. Cuando un criminal opera fuera del territorio de un estado ofendido, el estado ofendido normalmente puede apelar al estado del cual el criminal está operando para que tome algún tipo de acción, tal como enjuiciar al ofensor internamente o extraditar al ofensor para que pueda enfrentar el castigo en el estado ofendido. Sin embargo, en situaciones en las que un gobierno es incapaz (o no está dispuesto) a cooperar en el arresto o procesamiento de un criminal, el estado ofendido tiene pocas opciones de recurso.

## Cooperación internacional

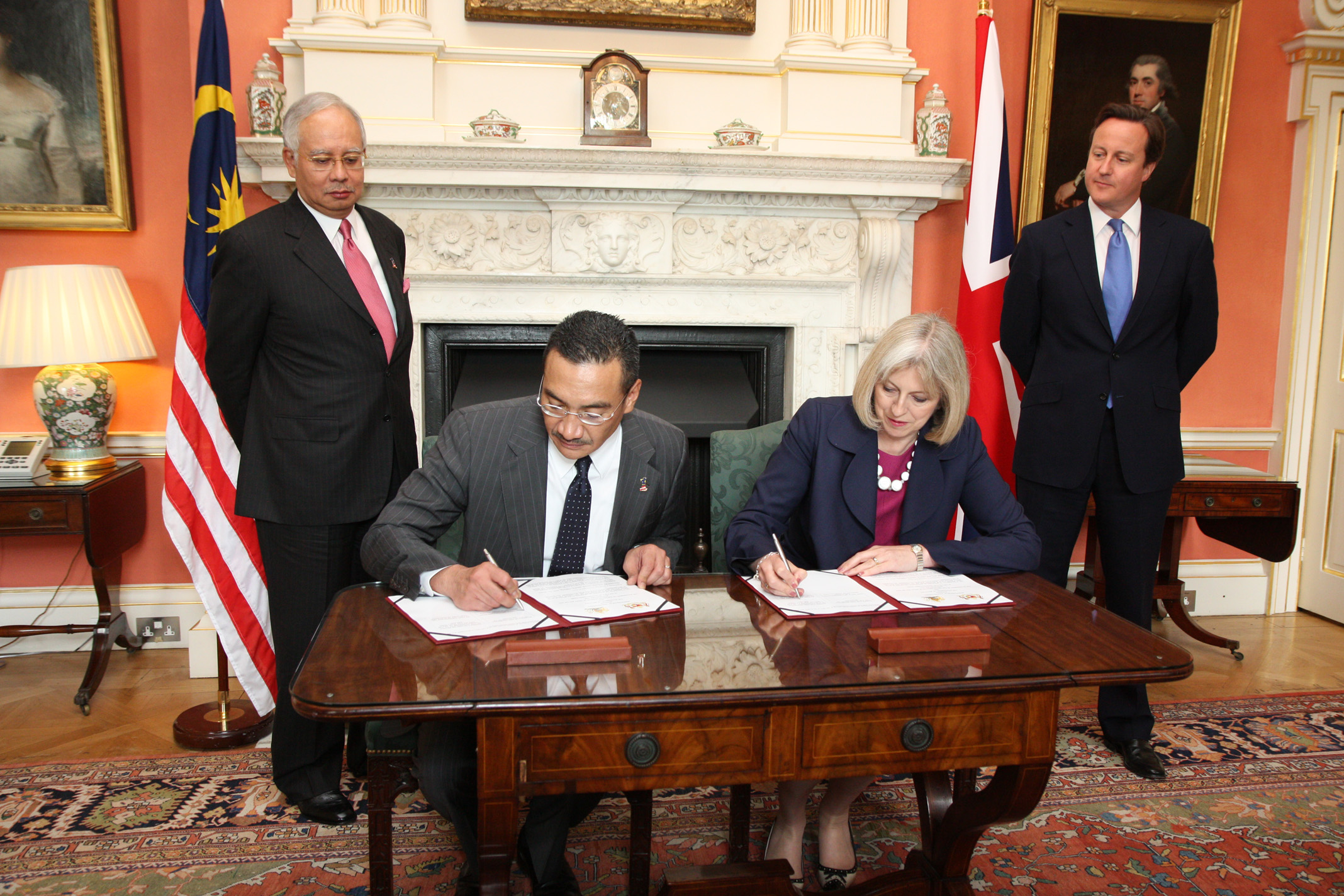
Ministerio de Asuntos Exteriores y del Commonwealth.
La Ministro del Interior del Reino Unido, Theresa May, junto con el ministro del Interior de Malasia, Dato' Seri Hishammuddin Tun Hussein, firman un "Memorándum de Acuerdo sobre la delincuencia transnacional", el 14 de julio de 2011.

Dados los límites del ejercicio de la jurisdicción de ejecución extraterritorial, los Estados han desarrollado mecanismos para cooperar en asuntos penales transnacionales. Los principales mecanismos utilizados a este respecto son la extradición, el traslado legal y la asistencia judicial recíproca.
La extradición es el mecanismo por el cual un soberano solicita y obtiene la custodia de un fugitivo situado dentro de la jurisdicción y el control de otro soberano. Es un mecanismo antiguo, que data por lo menos del siglo XIII a. C., cuando un faraón egipcio negoció un tratado de extradición con un rey hitita. A través del proceso de extradición, un soberano (el Estado requirente) normalmente hace una solicitud formal a otro soberano (el Estado requerido). Si el fugitivo se encuentra dentro del territorio del Estado requerido, el Estado requerido puede detener al fugitivo y someterlo a su proceso de extradición. Los procedimientos de extradición a los que será sometido el fugitivo dependen de la ley y la práctica del Estado requerido.
Aparte de los mecanismos para el retorno de fugitivos, los estados también han desarrollado mecanismos para solicitar y obtener pruebas para investigaciones y enjuiciamientos penales. Cuando se necesitan pruebas u otras formas de asistencia legal, tales como declaraciones de testigos o la entrega de documentos, de un soberano extranjero, los estados pueden intentar cooperar informalmente a través de sus respectivas agencias policiales o, alternativamente, recurrir a lo que típicamente se conoce como solicitudes de "asistencia legal mutua". La práctica de la asistencia legal mutua desarrollada a partir del sistema de rogatorio de cartas basado en la cortesía, aunque ahora es mucho más común que los estados hagan solicitudes de asistencia legal mutua directamente a las "Autoridades Centrales" designadas. En la práctica contemporánea, esas solicitudes todavía pueden hacerse sobre la base de la reciprocidad, pero también pueden hacerse en virtud de tratados bilaterales y multilaterales que obliguen a los países a prestar asistencia. Muchos países pueden prestar una amplia gama de asistencia judicial recíproca a otros países, incluso en ausencia de un tratado.